# Gino Bonichi
Gino Bonichi, pseudonim Scipione (ur. 25 lutego 1904 w Maceracie, zm. 9 listopada 1933 w Arco) – włoski malarz, literat, poeta, karykaturzysta i ilustrator książek.
Był wujem malarza Claudio Bonichiego. Wraz z Renato Marinem Mazzacuratim założył czasopismo Fronte.

## Życiorys
Bonichi urodził się w Maceracie w Marchii Ankońskiej w 1904 w rodzinie Serafina i Emmy Wulderk. W 1909 wyjechał do Rzymu. W 1919 zachorował na chorobę płuc, co było przyczyną przebywania w sanatorium aż do 1924. Po powrocie poznał malarza Mario Mafai, z którym zapisał się do Akademii Sztuk Pięknych w Wiecznym Mieście. Rok później obaj studenci zostali wyrzuceni po sprzeczce z rektorem uczelni.
W 1928 obaj artyści założyli razem z Renato Marinem Mazzacuratim i polską malarką z Kowna Antoniettą Raphaël grupę artystyczną nazywaną "Scuola di via Cavour" (tzw. "Szkoła rzymska"), która występowała przeciw nurtowi konserwatywnemu w malarstwie dwudziestowiecznych Włoch. Malarze skupieni w "Szkole rzymskiej" przeciwstawiali się tendencjom faszyzującym i modernistycznym w sztuce. 
Malarz organizował własne wystawy oraz prezentował swoje dzieła w czasie różnych wystaw w latach 1929-1931. Bonichi zmarł na gruźlicę w wieku 29 lat.
W Kassel w Niemczech w 1955 zorganizowano wystawę jego dzieł. W 2004 w rodzinnej Maceracie uczczono malarza wystawą z okazji setnej rocznicy urodzin.

## Charakterystyka stylu
Styl Bonichiego charakteryzuje się jaskrawymi kolorami, wyrażającymi energię i nerwowość. W pejzażach Rzymu kształty wyrażają niepokój i ból, podobnie barwy, które określa się jako ciemne i przygnębiające. Zaobserwować można wpływy El Greca, Tintoretta, Chagalla i innych ekspresjonistów.

## Dzieła malarskie
Wiele dzieł Scipiona znajduje się w kolekcjach prywatnych. Kilka obrazów posiada Museo Palazzo Ricci w Maceracie oraz Narodowa Galeria Sztuki Współczesnej w Rzymie. Niepełna lista obrazów autorstwa Bonichiego:

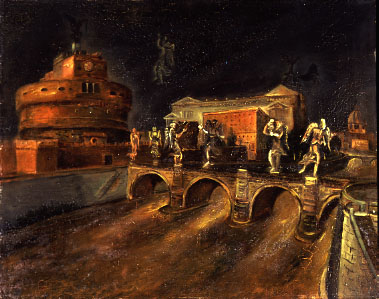
Il ponte degli angeli, obraz z 1930

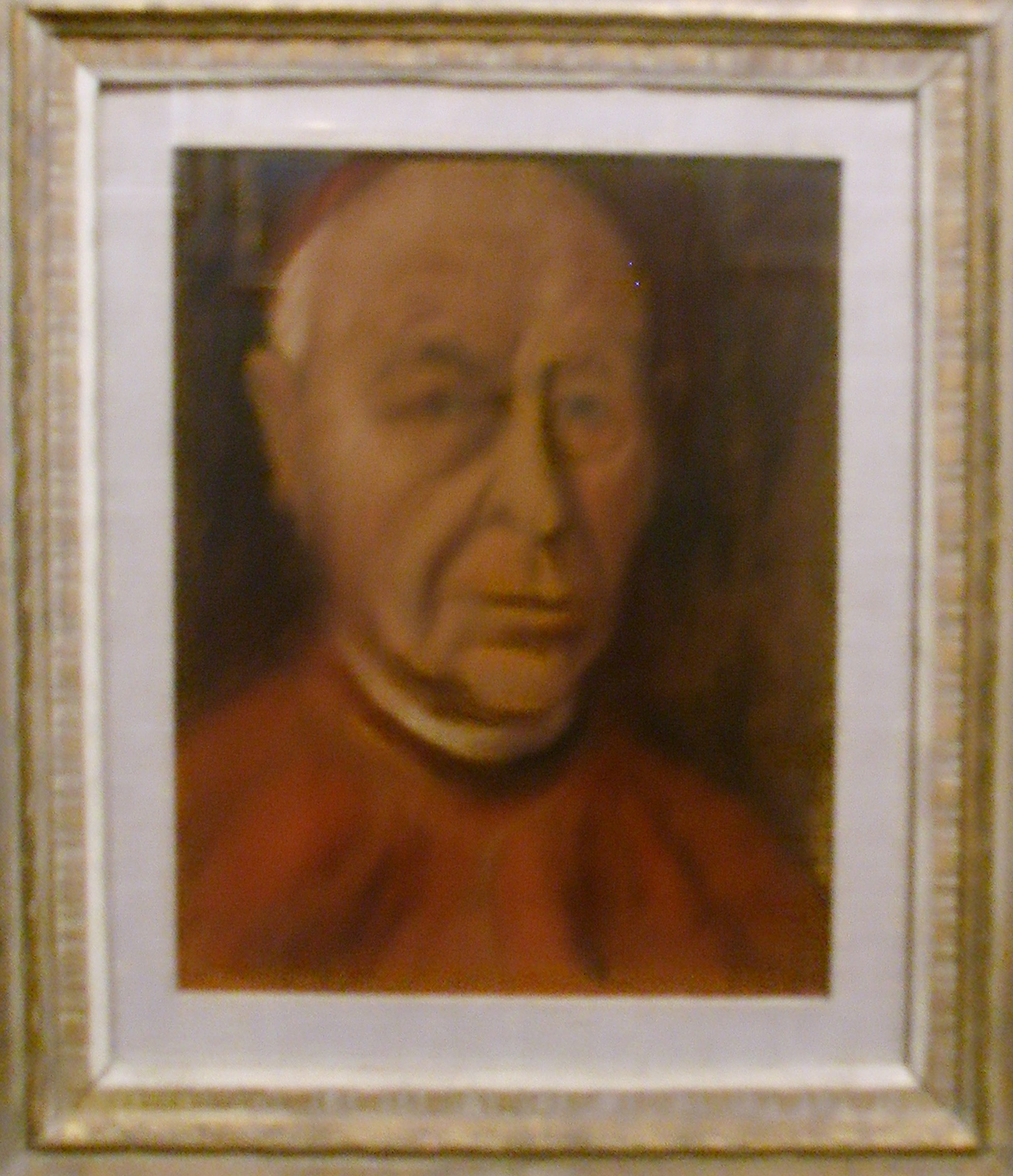
Cardinale Vannutelli, obraz z 1929

### 1927
- Autoportret, obraz z lat 1927-1928
- Ritratto di Sara, obraz z ok. 1927, Collezione Claudio ed Elena Cerasi

### 1928
- Leda, obraz z 1928, kolekcja prywatna

### 1929
- Przebudzenie białowłosej syreny (wł. Risveglio della bionda Sirena), obraz z 1929, w kolekcji prywatnej w Mediolanie
- L’Arco di Costantino, obraz z 1929, kolekcja prywatna
- Cacciatori, obraz z 1929, kolekcja prywatna
- Natura morta con lattuga e uova, obraz z 1929, kolekcja prywatna
- Piramide di Caio Cestio, obraz z ok. 1929, kolekcja prywatna, Rzym
- Ritratto di Signora, obraz z 1929, kolekcja prywatna
- Paesaggio a Collepardo, obraz z ok. 1929, Collezione G. Iannaccone, Mediolan
- Ośmiornica (wł. La piovra (I molluschi, Pierina è arrivata in una grande città)), Obraz z 1929, Museo Palazzo Ricci w Maceracie[8]

### 1930
- Rzymska kurtyzna (wł. Cortigiana romana), obraz z 1930, w kolekcji prywatnej w Mediolanie
- Portret dziekana kolegium kardynalskiego (wł. Ritratto del Cardinale Decano), obraz z 1930, Narodowa Galeria Sztuki Współczesnej w Rzymie
- Eva (Scena apocalittica), obraz z 1930, Museo Palazzo Ricci w Maceracie
- Il profeta in vista di Gerusalemme, obraz z 1930, kolekcja prywatna
- Étude pour "Gli uomini che si voltano", obraz z 1930, kolekcja prywatna
- Uomini che si voltano, obraz z 1930, Narodowa Galeria Sztuki Współczesnej w Rzymie[9]
- Apokalipsa (Szósta pieczęć) (wł. Apocalisse (Il sesto sugello)), obraz z 1930, Galleria Civica d'Arte Moderna w Turynie
- Il ponte degli angeli, obraz z 1930, kolekcja prywatna[10]
- Asso di spade (la Fattura), obraz z 1929, kolekcja prywatna[11]
- La via che porta a San Pietro (I Borghi), obraz z 1930, Narodowa Galeria Sztuki Współczesnej w Rzymie
- Via Ottaviano, obraz z 1930, Narodowa Galeria Sztuki Współczesnej w Rzymie
- Ritratto di Gino Parenti, obraz z 1930, Raccolta Alberto Della Ragione, Florencja
- Il principe cattolico (L’assistente al soglio, Ritratto del Principe Ruspoli), obraz z 1930, Muzea Watykańskie
- Natura morta con sogliole e moneta, obraz z 1930, Pinacoteca di Brera, Mediolan
- Natura morta, obraz z 1930, Collezione Claudio ed Elena Cerasi
- Ritratto di ragazza, obraz z 1930, Museo Palazzo Ricci w Maceracie
- Piazza Navona, obraz z 1930, Narodowa Galeria Sztuki Współczesnej w Rzymie

### 1931
- Il Colosseo, obraz z ok. 1931, kolekcja prywatna
- Portret Ungarettiego (wł. Ritratto di Ungaretti), obraz z 1931, Narodowa Galeria Sztuki Współczesnej w Rzymie

### 1932
- Caino e Abele (Uomini sotto gli alberi), obraz z1932, Collezione Alessandro Marini, Rzym
- Portret matki (wł. Ritratto della Madre), Narodowa Galeria Sztuki Współczesnej w Rzymie